# Canadá en los Juegos Paralímpicos de Atlanta 1996
Canadá estuvo representado en los Juegos Paralímpicos de Atlanta 1996 por un total de 133 deportistas, 95 hombres y 38 mujeres.

## Medallistas
El equipo paralímpico canadiense obtuvo las siguientes medallas:
| Nombre | Deporte                       | Evento                                               |
| --- | ----------------------------- | ---------------------------------------------------- |
| Oro |                               |                                                      |
| Chantal Petitclerc | Atletismo                     | 100 m T53 femenino                                   |
| Chantal Petitclerc | Atletismo                     | 200 m T53 femenino                                   |
| James Shaw | Atletismo                     | Disco F34/37 masculino                               |
| James Shaw | Atletismo                     | Peso F34/37 masculino                                |
| Dean Bergeron | Atletismo                     | 200 m T51 masculino                                  |
| Jeff Adams | Atletismo                     | 800 m T53 masculino                                  |
| Clayton Gerein | Atletismo                     | 5000 m T51 masculino                                 |
| Brent McMahon | Atletismo                     | Maratón T51 masculino                                |
| Jacques Martin | Atletismo                     | Disco F54 masculino                                  |
| Jason Delesalle | Atletismo                     | Pentatlón P12 masculino                              |
| Marni Abbott Chantal Benoit Renee del Colle Tracey Ferguson Jennifer Krempien Kelly Krywa Linda Kutrowski Kendra Ohama Sabrina Pettinicchi Lori Radke Marney Smithies Lisa Stevens | Baloncesto en silla de ruedas | Torneo femenino                                      |
| Lance McDonald | Bolos sobre hierba            | Individual LB6 masculino                             |
| Julie Cournoyer | Ciclismo en ruta              | Ruta tándem clase abierta 50/60k femenino            |
| Julie Cournoyer | Ciclismo en ruta              | Ruta tándem clase abierta 60/70k mixto               |
| Gary Longhi | Ciclismo en ruta              | 5000 m contrarreloj CP3 mixto                        |
| Marie Claire Ross | Natación                      | 100 m braza B3 femenino                              |
| Marie Claire Ross | Natación                      | 200 m estilos B3 femenino                            |
| Rebeccah Bornemann | Natación                      | 400 m libre S7 femenino                              |
| Walter Wu | Natación                      | 100 m espalda B3 masculino                           |
| Walter Wu | Natación                      | 100 m mariposa B3 masculino                          |
| Walter Wu | Natación                      | 100 m libre B3 masculino                             |
| Walter Wu | Natación                      | 400 m libre B3 masculino                             |
| Walter Wu | Natación                      | 200 m estilos B3 masculino                           |
| Tony Alexander | Natación                      | 50 m libre S7 masculino                              |
| Plata |                               |                                                      |
| Chantal Petitclerc | Atletismo                     | 400 m T53 femenino                                   |
| Chantal Petitclerc | Atletismo                     | 800 m T53 femenino                                   |
| Chantal Petitclerc | Atletismo                     | 1500 m T52-53 femenino                               |
| Tracey Melesko | Atletismo                     | 200 m MH femenino                                    |
| Tracey Melesko | Atletismo                     | Salto de longitud MH femenino                        |
| Courtney Knight | Atletismo                     | Disco F12 femenino                                   |
| Dean Bergeron | Atletismo                     | 400 m T51 masculino                                  |
| Dean Bergeron | Atletismo                     | 800 m T51 masculino                                  |
| Dean Bergeron | Atletismo                     | 1500 m T51 masculino                                 |
| Joseph Radmore | Atletismo                     | 100 m T32 masculino                                  |
| Andre Beaudoin | Atletismo                     | 100 m T51 masculino                                  |
| Jeff Adams | Atletismo                     | 400 m T53 masculino                                  |
| Stuart McGregor | Atletismo                     | 1500 m T12 masculino                                 |
| Clayton Gerein | Atletismo                     | Maratón T51 masculino                                |
| France Gagne | Atletismo                     | Jabalina F12 masculino                               |
| Jacques Martin | Atletismo                     | Jabalina F54 masculino                               |
| Vivian Berkeley | Bolos sobre hierba            | Individual LB6 femenino                              |
| Julie Cournoyer | Ciclismo en pista             | Persecución individual tándem clase abierta femenino |
| Mario Caron Jeff Christy J. Crepault Roberto Gaunt Eric Houle Dean Kozak | Golbol                        | Torneo masculino                                     |
| Marie Claire Ross | Natación                      | 100 m espalda B3 femenino                            |
| Tony Alexander | Natación                      | 100 m libre S7 masculino                             |
| Bronce |                               |                                                      |
| Colette Bourgonje | Atletismo                     | 100 m T52 femenino                                   |
| Colette Bourgonje | Atletismo                     | 200 m T52 femenino                                   |
| Ljiljana Ljubisic | Atletismo                     | Disco F10-11 femenino                                |
| Ljiljana Ljubisic | Atletismo                     | Peso F10-11 femenino                                 |
| Kris Hodgins | Atletismo                     | Disco F34-35 femenino                                |
| Dean Bergeron | Atletismo                     | 100 m T51 masculino                                  |
| Andre Beaudoin | Atletismo                     | 400 m T51 masculino                                  |
| Marc Quessy | Atletismo                     | 800 m T52 masculino                                  |
| Clayton Gerein | Atletismo                     | 1500 m T51 masculino                                 |
| Jason Delesalle | Atletismo                     | Disco F12 masculino                                  |
| James Shaw | Atletismo                     | Jabalina F34/37 masculino                            |
| Hal Merrill | Atletismo                     | Peso F51 masculino                                   |
| Jeff Adams Colin Mathieson Carl Marquis Marc Quessy | Atletismo                     | 4 × 400 m T52-53 masculino                           |
| Julie Cournoyer | Ciclismo en pista             | 1 km contrarreloj tándem clase abierta femenino      |
| Patrice Bonneau | Ciclismo en ruta              | Ruta 55/65k LC2 mixto                                |
| Gary Longhi | Ciclismo en ruta              | Ruta 20k CP3 mixto                                   |
| Marie Claire Ross | Natación                      | 50 m libre B3 femenino                               |
| Marie Claire Ross | Natación                      | 100 m libre B3 femenino                              |
| Marie Claire Ross | Natación                      | 100 m maripsa B3 femenino                            |
| Elisabeth Walker | Natación                      | 100 m espalda S7 femenino                            |
| Andrew Haley | Natación                      | 100 m mariposa S9 masculino                          |
| Andrew Haley | Natación                      | 400 m libre S9 masculino                             |
| Garth Harris | Natación                      | 50 m braza SB3 masculino                             |
| Walter Wu | Natación                      | 50 m libre B3 masculino                              |